# 大壺節

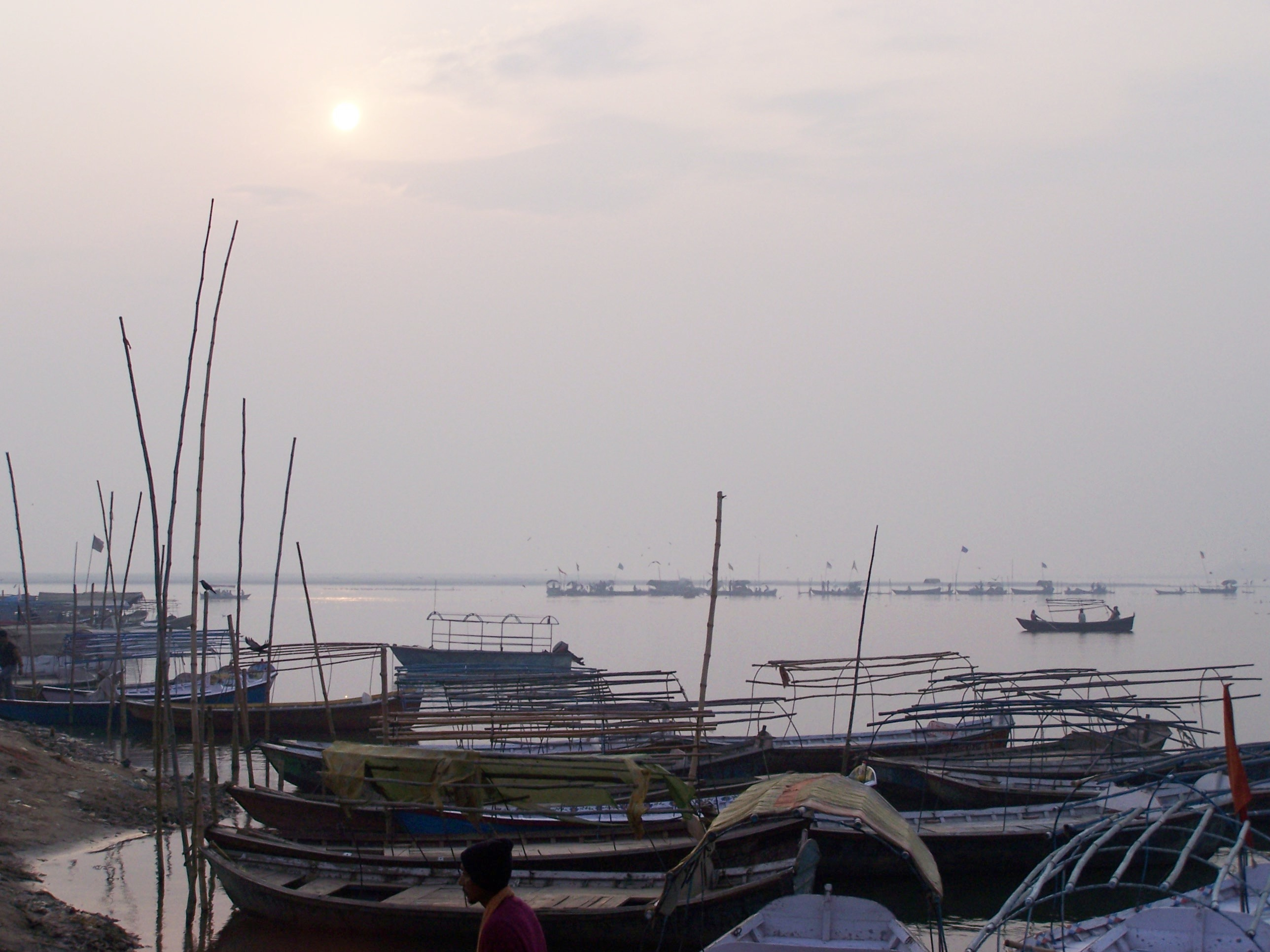
位於安拉阿巴德以東、恆河和亞穆納河的交匯處，節日舉行的四個地點之一

大壺節（天城體：कुम्भ मेला，羅馬化：Kumbh Mela）印度教宗教活動，大約每隔12年舉行一次。每次擇一在印度四個城市（安拉阿巴德、赫爾德瓦爾、烏賈恩、納西克）舉行，另外每六年在安拉阿巴德和赫爾德瓦爾舉行半禮，每三年一次小禮。舉行的日期可以長達五十五天，2013年的一次預計將有一億人次參加。
決定節日舉行的地點依靠太陽和木星的位置：當兩個星體出現於獅子宮，節日就在納西克舉行；太陽在白羊宮時就在赫爾德瓦爾舉行；太陽和木星在天蠍宮時在烏賈恩舉行；太陽在摩羯宮而木星在金牛宮時就在安拉阿巴德舉行。
大壺節相傳是源於印度教的神明和群魔為爭奪一個裝有長生不老藥的壺而大打出手，結果把壺打翻，四滴長生不老藥落到舉辦節日的四座城市。印度教徒相信，在這四座城市，特別是在恆河、亞穆納河與傳說中的薩拉斯瓦蒂河三條聖河匯合處（安拉阿巴德以東）沐浴，是特別吉祥的。
節日最早的文獻記載出自玄奘大師，他在《大唐西域記》稱之為「無遮大會」。